# Niblum
Niblum (dansk), Nieblum (tysk) eller Njiblem (nordfrisisk) er en landsby og kommune i det nordlige Tyskland under Kreis Nordfriesland i delstaten Slesvig-Holsten. Byen ligger vest for hovedbyen Vyk på den nordfrisiske ø Før. Den præges af mange stråtækte friserhuse, som velhavende kaptajner byggede i 1700- og 1800-tallet. Byens seværdighed er Sankt Johannes Kirken fra 1100-tallet. Kirken kaldes, på grund af sin størrelse, også for Friserdom. Det er bemærkelsesværdig at kirkerne i Niblum, i Kejtum på Sild, i Tating på Ejdersted og Sankt Salvatorkirken på Pelvorm ligger på en ret linje med en geografisk afstand på hver 17,6 km. På kirkegården holdtes tidligere tinget. Her står også flere af de såkaldte talende gravsten.
Niblum er første gang nævnt 1438. Navnet (den nye by) kan henføres til, at byen er yngre end de andre landsbyer på øen. Byen er sogneby i Sankt Johannes Sogn. I den danske tid indtil 1864 hørte den sydlige del af Niblum under Vesterland-Før og dermed som kongerigsk enklave direkte under Kongeriget Danmark.
Kommunen omfatter også byen Goting (nordfrisisk Guating) og samarbejder på administrativt plan med andre kommuner på Før og Amrum i Før-Amrum kommunefællesskab (Amt Föhr-Amrum).

## Billeder
- Frisergård i Strandgade
- Niblum Kirke
- Talende gravsten ved Niblum Kirke
- Niblum Strand
- Niblum og Goting på det sydlige Før → Niblum var delt mellem Vester- og Østerland